# سقانفار آری
سقانفار آری مربوط به دوره قاجار است و در شهرستان بابل، بخش‌بند پی شرقی، دهستان فیروزجاه، روستای آری واقع شده و این اثر در تاریخ ۲۶ اسفند ۱۳۸۶ با شمارهٔ ثبت ۲۲۰۳۶ به‌عنوان یکی از آثار ملی ایران به ثبت رسیده است.